# Rymosia signatipes
Rymosia signatipes är en tvåvingeart som först beskrevs av Wulp 1859.  Rymosia signatipes ingår i släktet Rymosia och familjen svampmyggor. Arten är reproducerande i Sverige. Inga underarter finns listade i Catalogue of Life.